# Marguerite de Valois-Angoulême, duchesse de Berry

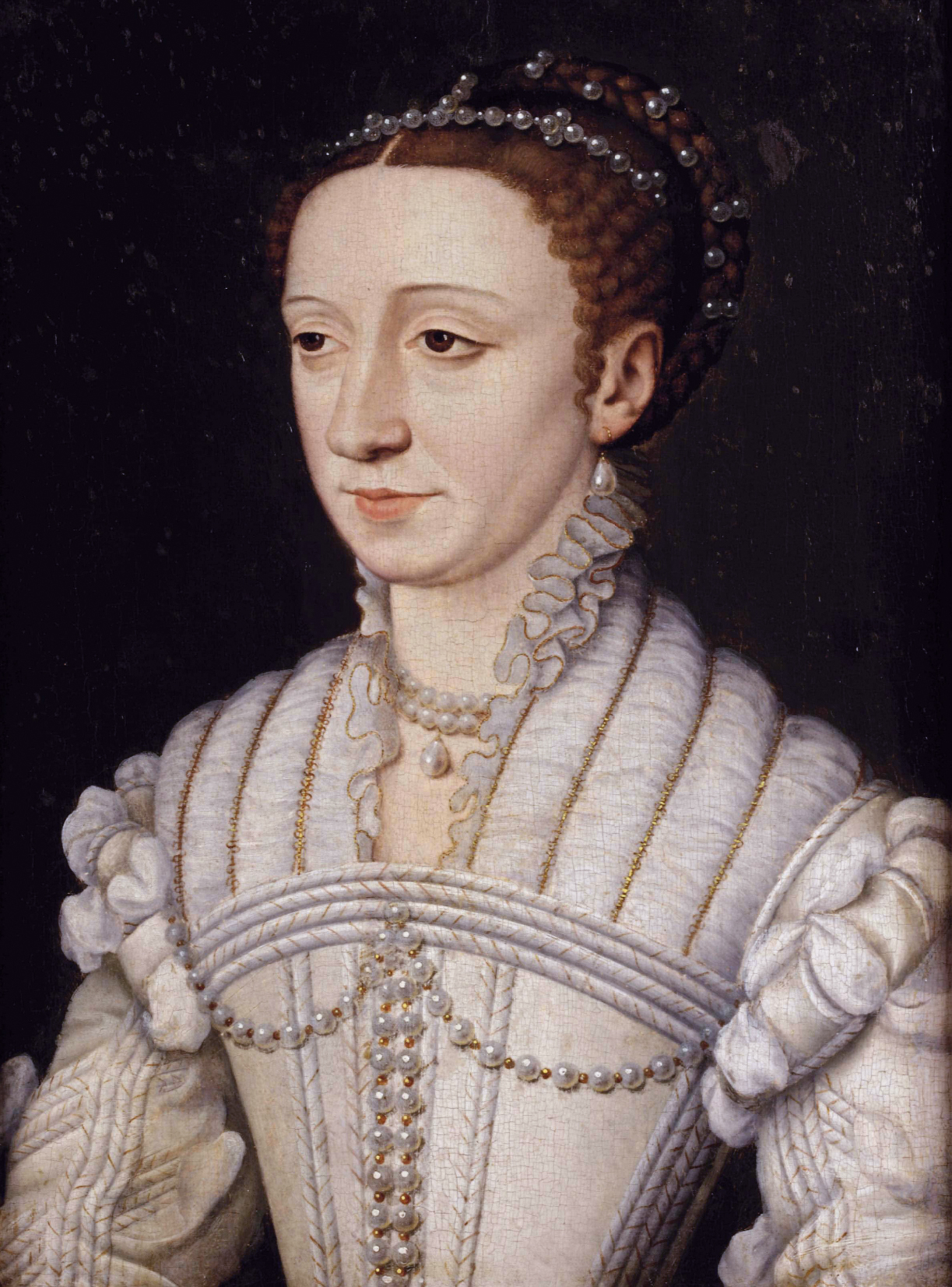
Margarete von Angoulême, aus der Werkstatt von François Clouet

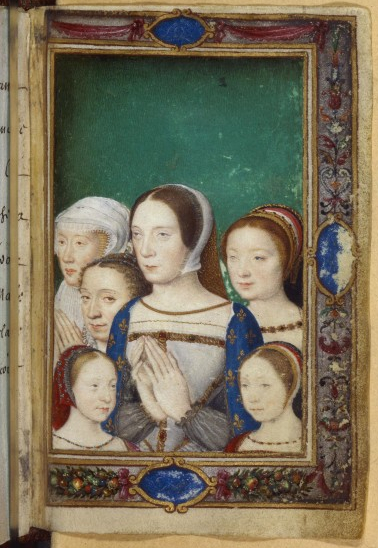
Margarete von Angoulême (in der Mitte direkt an Claudes linker Seite), die Mutter Claude de France (in der Mitte) und die Schwestern Louise (vorne rechts), Charlotte (vorne links), Madeleine (hinten rechts) sowie ihre Schwägerin, Eleonore von Kastilien (hinten links), die diese Zeichnung für ihr Stundenbuch hatte anfertigen lassen

Margarete von Angoulême (* 5. Juni 1523 in Saint-Germain-en-Laye; † 15. September 1574 in Turin) war eine Tochter des Königs Franz I. von Frankreich und Claude de France.

## Leben und Wirken
Am 9. Juli 1559 heiratete sie in Paris den Herzog Emanuel Philibert von Savoyen († 30. August 1580 in Turin) und erlangte dadurch den Titel der Herzogin von Berry und Pair von Frankreich. Die Ehe diente zur Bekräftigung der Aussöhnung ihres Bruders Heinrich II. mit Emanuel Philibert und war Teil des Frieden von Cateau-Cambrésis.
Aufgrund des Alters Margaretes ging aus der Ehe nur ein Sohn hervor:
- Herzog Karl Emanuel I., der Große von Savoyen (1562–1630) ⚭ Katharina Michaela von Spanien

Margarete und Emanuel Philibert wurden im Dom San Giovanni in Turin begraben.